# Schwammstadt
Schwammstadt (englisch sponge city) ist ein neues Konzept der Stadtplanung, um möglichst viel von anfallendem Regen- bzw. Oberflächenwasser vor Ort aufzunehmen und zu speichern.
Das wertvolle Wasser soll nicht mehr schnell abgeleitet werden und in der Kanalisation verschwinden. Dadurch sollen z. B. Überflutungen bei Starkregen-Ereignissen vermieden bzw. verringert, das Stadtklima verbessert und die Gesundheit von Stadtbäumen sowie die Resilienz von gesamten Stadtökosystemen gefördert werden, was im Zuge der globalen Erwärmung und der Biodiversitätskrise immer wichtiger wird. Darüber hinaus tragen Stadtpflanzen zur Verbesserung der Grünen Infrastruktur, der Stadthygiene sowie des Mikroklimas bei.

## Konzept
Durch den hohen Grad an Flächenversiegelung in modernen Großstädten wird das meiste Niederschlagswasser über die Kanalisation abgeleitet. Bei Starkregen müssen daher hohe Abflussmengen transportiert werden, bei Überlastung des Kanalnetzes kann es bisweilen zu urbanen Sturzfluten kommen. In der warmen Jahreszeit entstehen durch die Versiegelung urbane Hitzeinseln. Bei langanhaltender Trockenheit heizen die versiegelten Flächen, Beton-, Stahl- und Glasfassaden die Stadt zusätzlich auf, ohne dass verdunstendes Wasser für Kühlung sorgen kann.
Mit dem Konzept Schwammstadt soll Regenwasser dort zwischengespeichert werden, wo es fällt. Umwelttechnische und landschaftsarchitektonische Infrastruktur dafür sind etwa versickerungsfähige Verkehrsflächen und Pflaster, Mulden, Rigolen, urbane Grünflächen und Feuchtgebiete. Durch Elemente grüner Infrastruktur wie Bäume, Fassadenbegrünung und Dachbegrünung kann ein Teil des Wassers verdunsten und so zur Kühlung der Stadt beitragen. Ein weiterer Teil kann versickern. Somit wird das Kanalnetz entlastet.
Bäume können einen großen Beitrag zur Verbesserung des Stadtklimas leisten, indem sie Schatten spenden und große Verdunstungsflächen bereitstellen. Wasser, das sie aus dem Boden aufnehmen, verdunstet über ihre Blätter, die dabei entstehende Verdunstungskühlung verbessert das lokale Mikroklima. Damit Bäume eine große Krone entwickeln können, brauchen sie viel Platz für ihre Wurzeln. Um Wasser im Grund zwischenspeichern zu können und um genug Platz für Wurzelwachstum bereitzustellen, muss der Boden aufgelockert statt verdichtet sein. Zugleich muss der Boden aber auch genügend Stabilität für Straßen und Gehwege bieten. Dies kann etwa durch eine Mischung aus Splitt, Kompost und anderen wasserspeichernden feinen Materialien erzielt werden.
In der Schwammstadt sollen Pflanzen vermehrt in die Stadtplanung einbezogen werden, da diese auf kleiner Fläche eine hohe Verdunstung erzielen können. Weiterhin soll durch Versickerungsanlagen die Grundwasserneubildung unterstützt werden. Maßnahmen wie z. B. die Mulden-Rigolen-Elemente können dabei eine Versickerung bei weniger durchlässigen Böden gewährleisten.
Zur Erhöhung der Speicherkapazität können in der Schwammstadt Teiche, technische Feuchtgebiete oder auch unterirdische Regenwasserspeicher angelegt werden, welche dazu beitragen können, das Wasser von Starkregenereignissen zurückzuhalten. Über oberirdische, offene Speicher kann dabei eine hohe Verdunstung erzielt werden, während unterirdische Speicher in Trockenperioden zur Bewässerung genutzt werden können. Diese können in Zusammenarbeit mit intelligenter Steuerung und Wetterprognosen ebenfalls als Rückhalteraum verwendet werden. In diesem Fall werden Speicher vor einem angekündigten Regenereignis entleert und sind damit fähig, das nahende Ereignis aufzufangen.
Um die bei Starkregenereignissen anfallenden Wassermassen zurückzuhalten, können in der Schwammstadt multifunktionale Flächen ausgebildet werden, welche zur Regenzeit das anfallende Wasser zwischenspeichern, während sie außerhalb dieser Zeiten anderweitig genutzt werden können.
Wesentliche Aspekte des Konzepts – etwa die Vermeidung schnellen Wasserabflusses in städtischen Gebieten oder die Wiedervernässung von Flussauen mit dem Ziel des Temperaturausgleichs und der Nährstoffretention –  wurden bereits in den 1980er Jahren in ökologischen Wasserwirtschafts- und Landnutzungskonzepten vorgestellt, zum Beispiel durch den in Berlin lehrenden Limnologen Wilhelm Ripl.

## Bildbeispiele

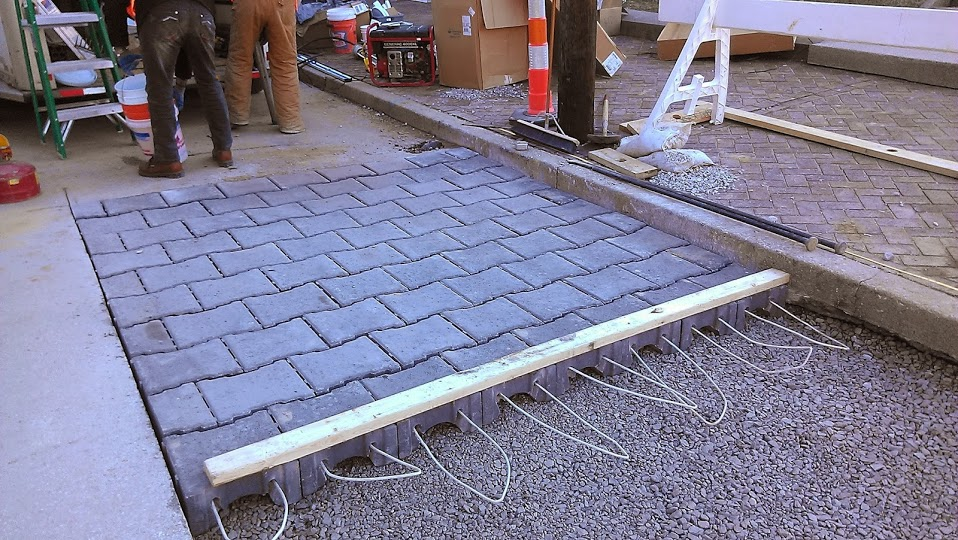
Versickerungsfähiges Pflaster
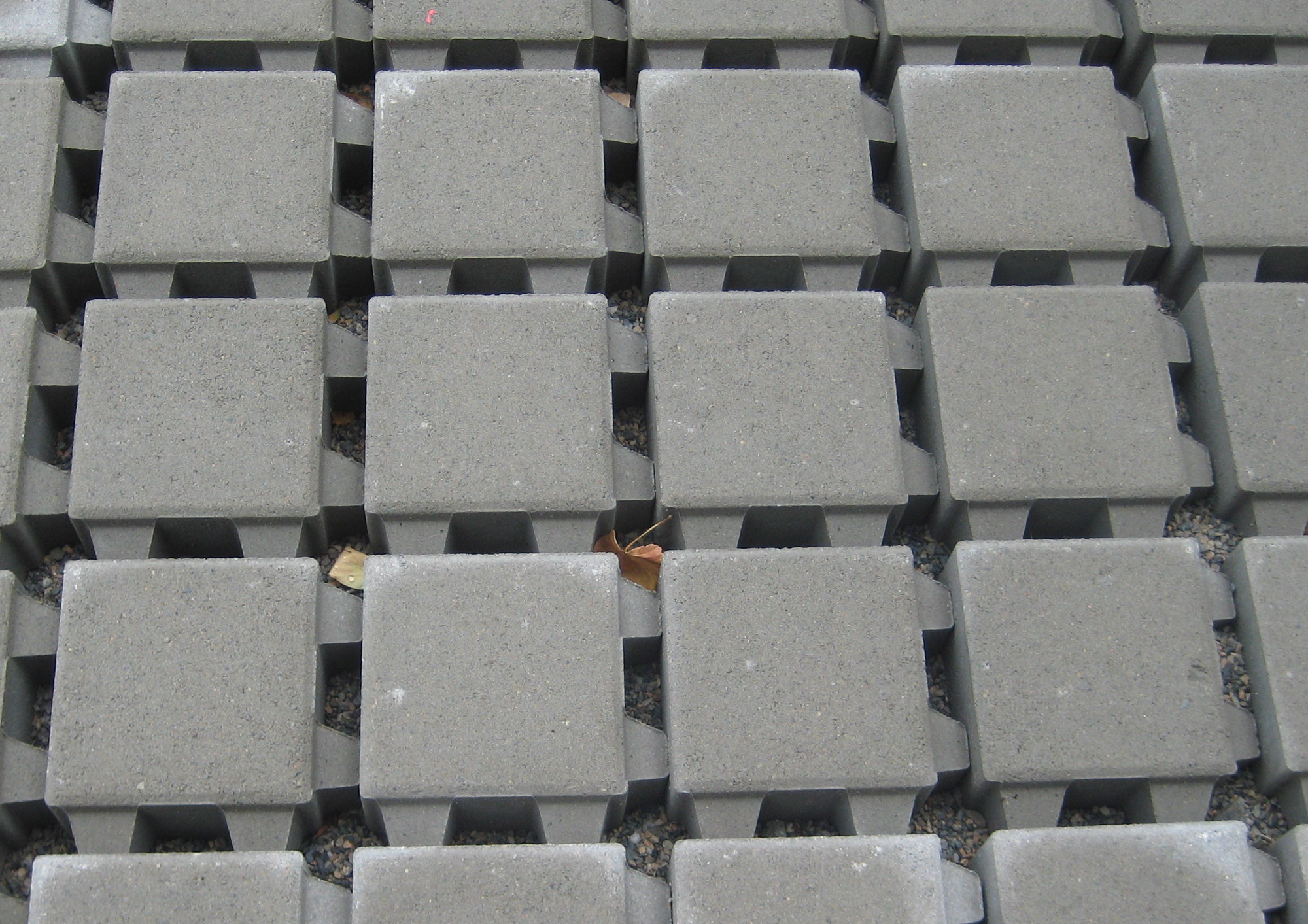
Pflastersteine mit Splittfugen zur Versickerung von Regenwasser
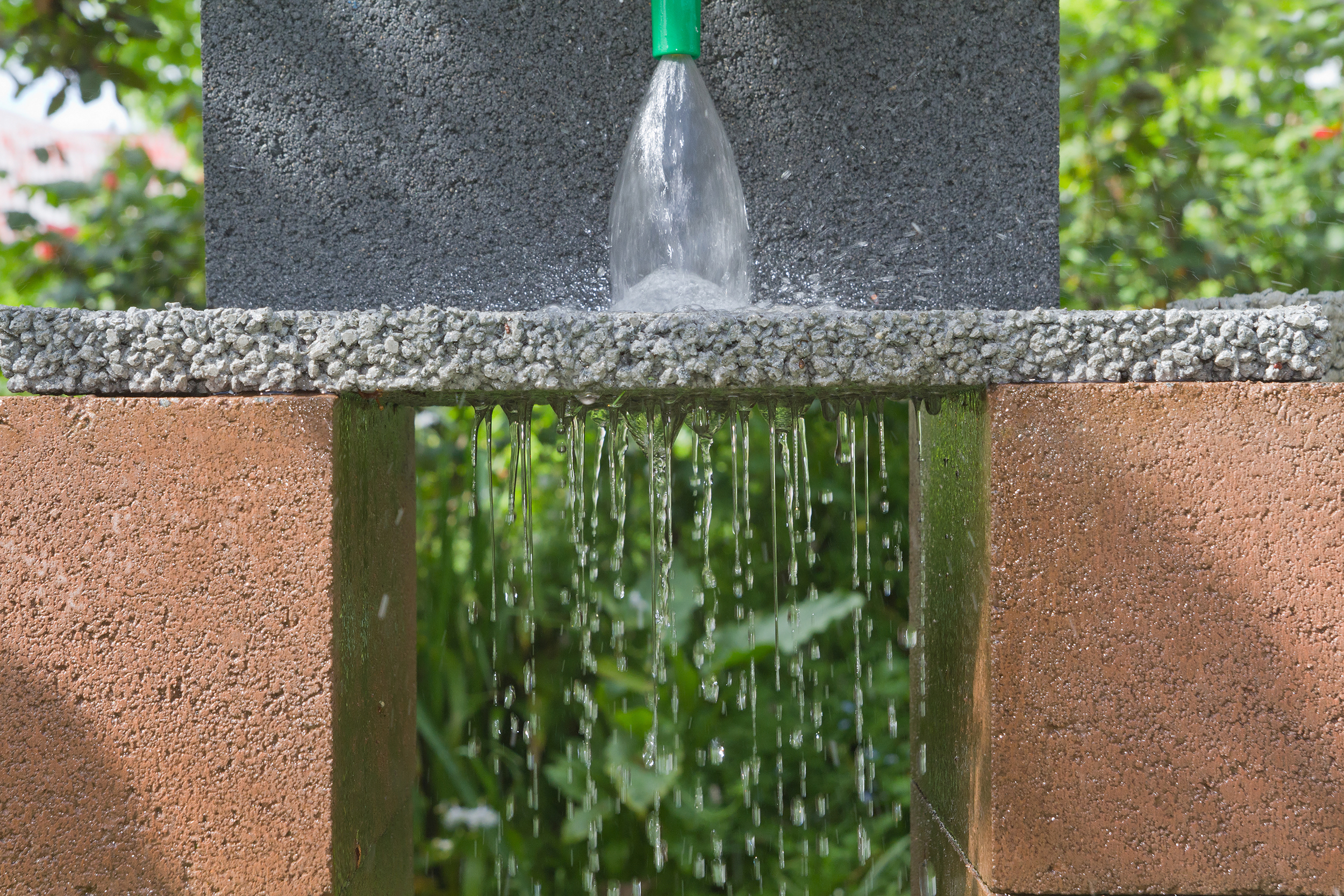
Wasserdurchlässiger Pflasterstein
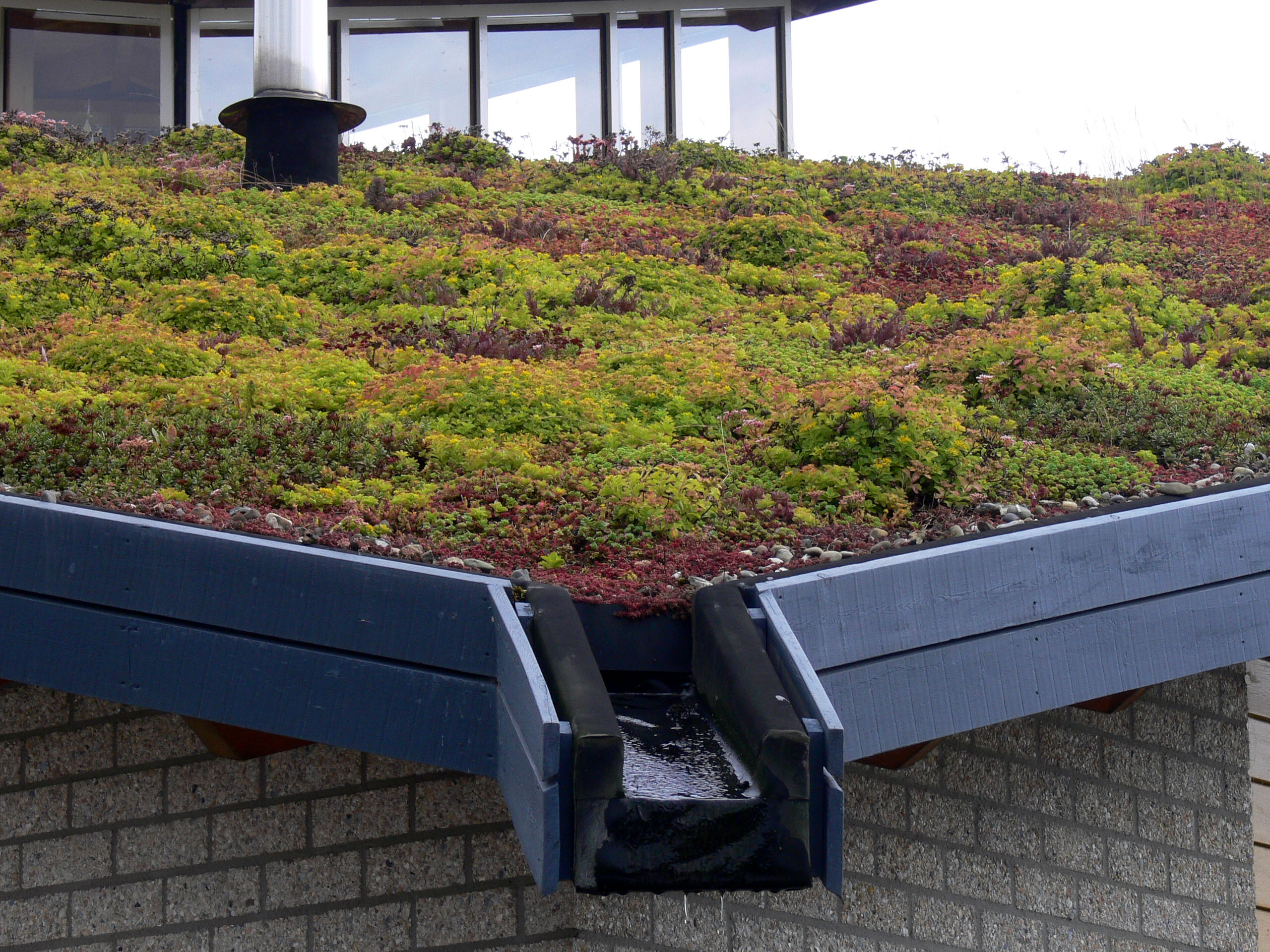
Dachbegrünung
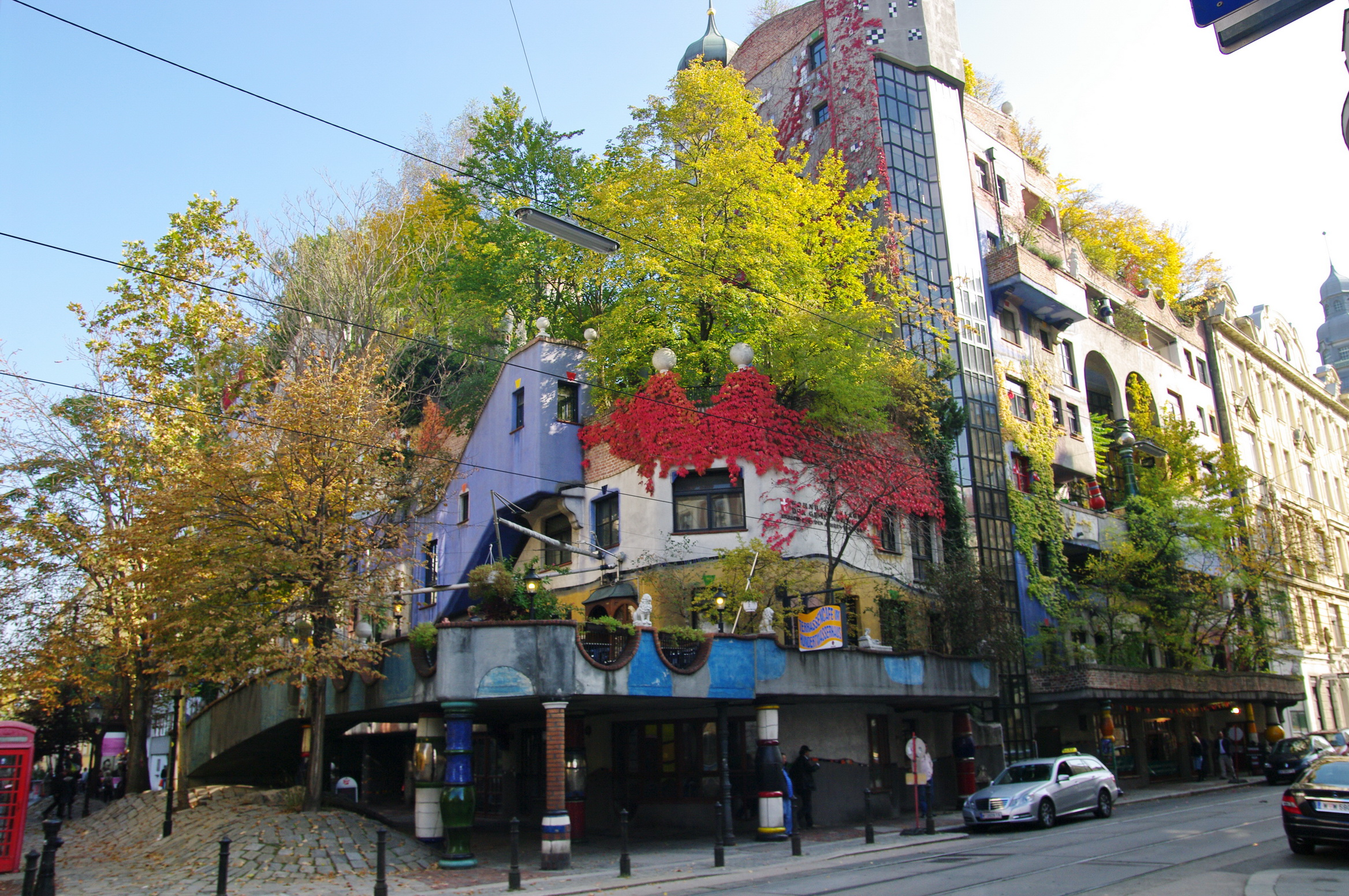
Fassaden- und Dachbegrünung
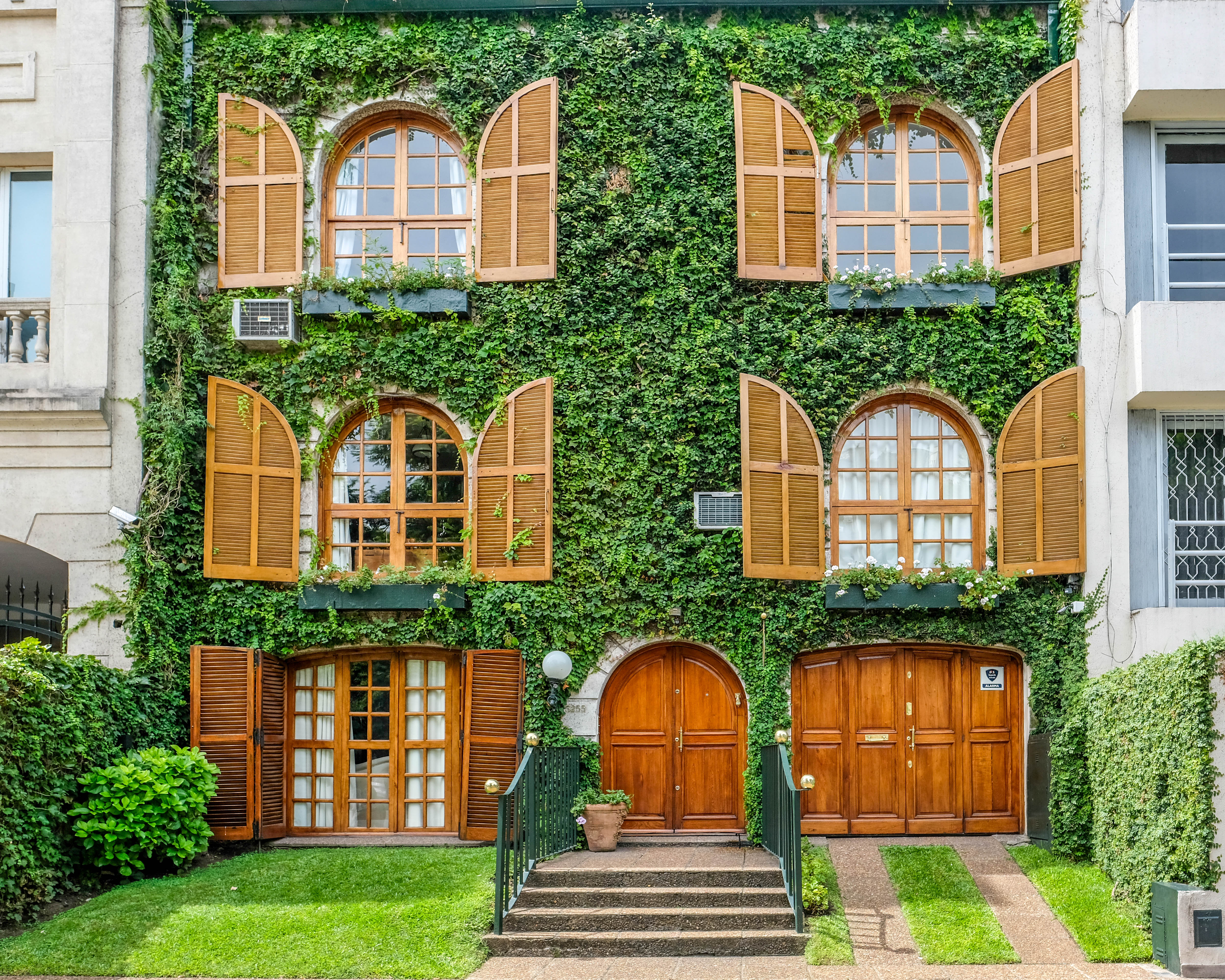
Fassadenbegrünung
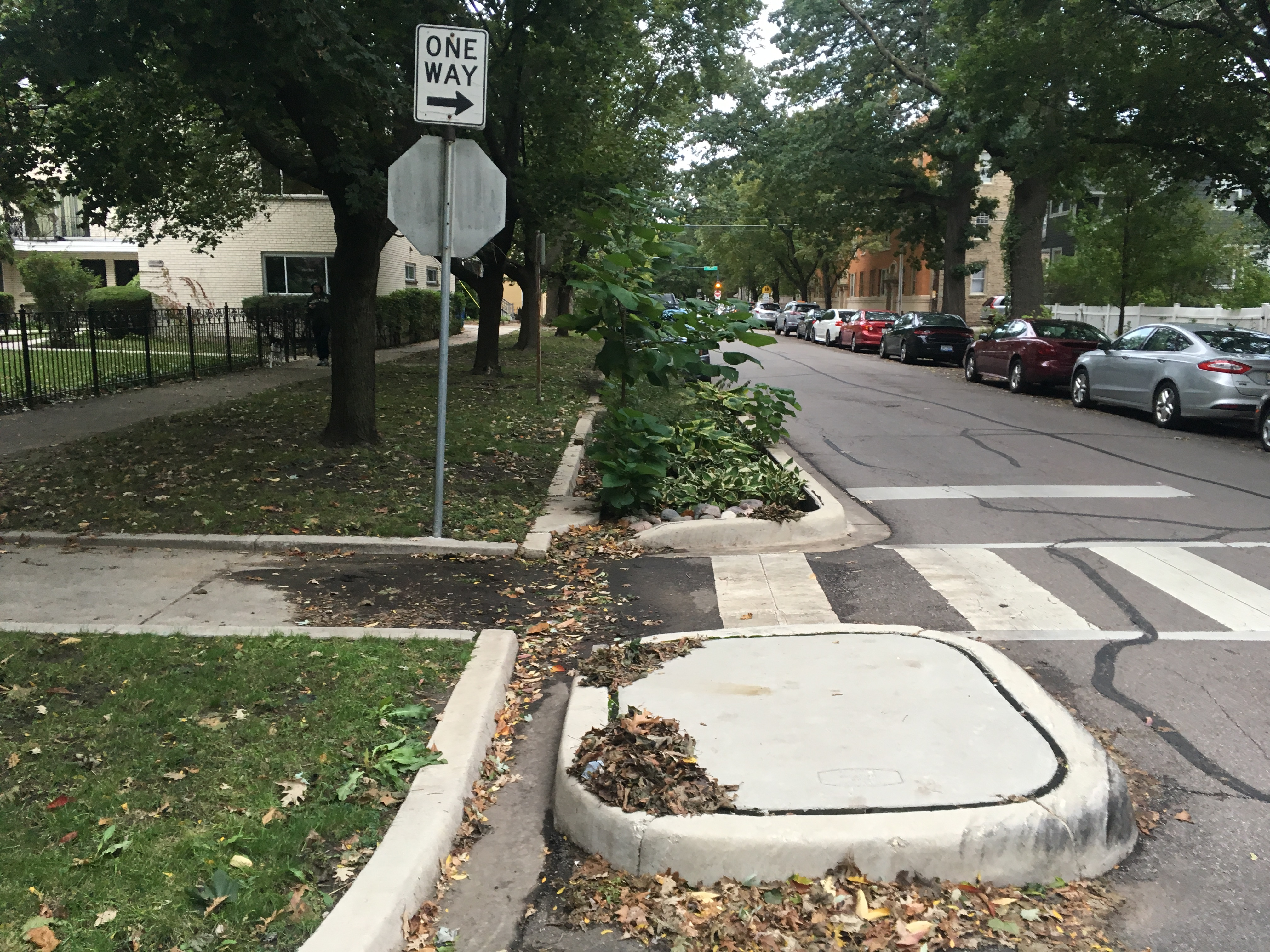
Entwässerungsmulde anstelle eines Straßenablaufs (Chicago, 2017)

## Umsetzung
Nach einem katastrophalen Hochwasser im Sommer 2011, als an einem Tag so viel Regenwasser fiel wie sonst in zwei Monaten, entwickelte Kopenhagen unter dem Namen Skybrudsplan (übersetzt: Wolkenbruchplan) städtebauliche Vorkehrungen, um die Stadt bis in das 22. Jahrhundert hinein besser gegen Starkregen und Hochwasser zu schützen. Die 300 städtebaulichen Maßnahmen, die unter anderem Grünanlagen, angepasste Straßen sowie Rückhaltebecken vorsehen und 1,8 Milliarden Euro kosten, sollen im Jahr 2035 abgeschlossen sein und Kopenhagen in eine Schwammstadt verwandeln.
Nach verheerenden Überschwemmungen in Peking 2012 legte die Volksrepublik China größeres Augenmerk auf Hochwasserschutz. 2015 wurde eine Initiative gestartet, 16 Städte als Vorzeigeprojekte nach dem Konzept der Schwammstadt zu gestalten. Später wurde die Initiative auf 30 Städte ausgedehnt. 70 Prozent des Regenwassers sollen dort aufgefangen, wiederverwendet oder vom Untergrund aufgesogen werden. Auch die Wiederherstellung und Renaturierung von natürlichen Wasserläufen soll vor Überschwemmungen schützen.
Für Deutschland nehmen zum Beispiel Berlin und Hamburg eine Vorreiterrolle ein. Beispiele sind die Hamburger Gründachstrategie oder die Berliner Regenwasseragentur.
Das Schwammstadt‑Prinzip wurde auch in der „Nationalen Wasserstrategie“ aufgegriffen, die am 15. März 2023 vom Kabinett Scholz beschlossen wurde.
In der Seestadt Aspern in Wien wird das Prinzip der Schwammstadt bereits in einigen Straßenzügen im Quartier Am Seebogen umgesetzt. Darla Nickel, Leiterin der Berliner Regenwasseragentur, sieht Kiezblocks als mögliches Planungskonzept, um Schwammstadt-Prinzipien im öffentlichen Raum zu verwirklichen, da diese erwiesenermaßen Flächennutzungskonflikte entschärften. Auch der Wiener Praterstern wurde bereits nach diesem Konzept im Jahr 2022 fertiggestellt.
In der Schweiz lancierten Fachleute im Jahr 2022 die Initiative Schwammstadt, um für das Thema im Bereiche der Siedlungsentwicklung zu sensibilisieren und um für die Verbreitung der Information zu sorgen.

## Trivia
Der Begriff Schwammstadt ist eine eingetragene Wortmarke eines Berliner Landschaftsarchitekturbüros.